# فارماكونيسي
فارماكونيسي هي جزيرة صغيرة تقع في بحر إيجة تتبع إقليم جنوب إيجة، اليونان.